# کوژای-سمیونوفکا
کوژای-سمیونوفکا (انگلیسی: Kozhay-Semyonovka) یک شهرک در شهرستان میاکینسکی استان باشقیرستان کشور روسیه است.